# Unidad Habitacional Número 1 Emiliano Zapata
Unidad Habitacional Número 1 Emiliano Zapata är en ort i Mexiko.   Den ligger i kommunen Tlaltizapán de Zapata och delstaten Morelos, i den sydöstra delen av landet, 80 km söder om huvudstaden Mexico City. Unidad Habitacional Número 1 Emiliano Zapata ligger 942 meter över havet och antalet invånare är 231.
Terrängen runt Unidad Habitacional Número 1 Emiliano Zapata är kuperad åt nordost, men åt sydväst är den platt. Runt Unidad Habitacional Número 1 Emiliano Zapata är det ganska tätbefolkat, med 139 invånare per kvadratkilometer. Närmaste större samhälle är Emiliano Zapata, 19,0 km norr om Unidad Habitacional Número 1 Emiliano Zapata. I omgivningarna runt Unidad Habitacional Número 1 Emiliano Zapata växer huvudsakligen savannskog.